# Gabrovčec
Gabrovčec – wieś w Słowenii, w gminie Ivančna Gorica. W 2018 roku liczyła 219 mieszkańców.